# Rafael Arévalo Martínez
Rafael Arévalo Martínez (Ciudad de Guatemala, 25 de julio de 1884-Ciudad de Guatemala, 12 de junio de 1975) fue un poeta, escritor, ensayista y dramaturgo guatemalteco, considerado uno de los antecesores del realismo mágico. Es uno de los escritores guatemaltecos más reconocidos de la «generación del 10».

## Biografía
| «Rafael Arévalo Martínez fue filiforme y trémulo, con talento lunar y rostro de paludico monaguillo medieval. Al hablar, en su cuello de avestruz la picuda manzana forcejeaba como ratón atrapado. Aspecto de gotera paulatina, tallarín filosófico, triste, muy triste, como mudo cascabel paralítico de roedora. Sonrisa pálida de fauno con ojos de color de pesadumbre y tedio. Pergamino locuaz, cuyos labios decían menos que su mirada, lírico espárrago miope, muy miope, en celo, en celo siempre, de urticante voz amarilla que lanzaba saetas de vidrio, sensible e imaginativamente discurría con su ultimo aliento de zancuda, en inminencia de dispararse en el aire. ¿Cuántas onzas pesaba?» —Tomado de:Cardoza y Aragón, Luis. «El Río, novelas de caballería». Página de la Literatura Guatemalteca. Archivado desde el original el 20 de junio de 2014. Consultado el 8 de octubre de 2014.. |

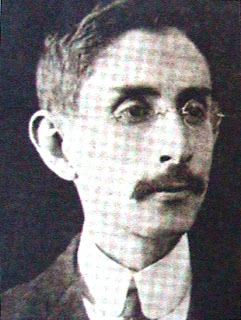
Arévalo Martínez en la década de 1920.

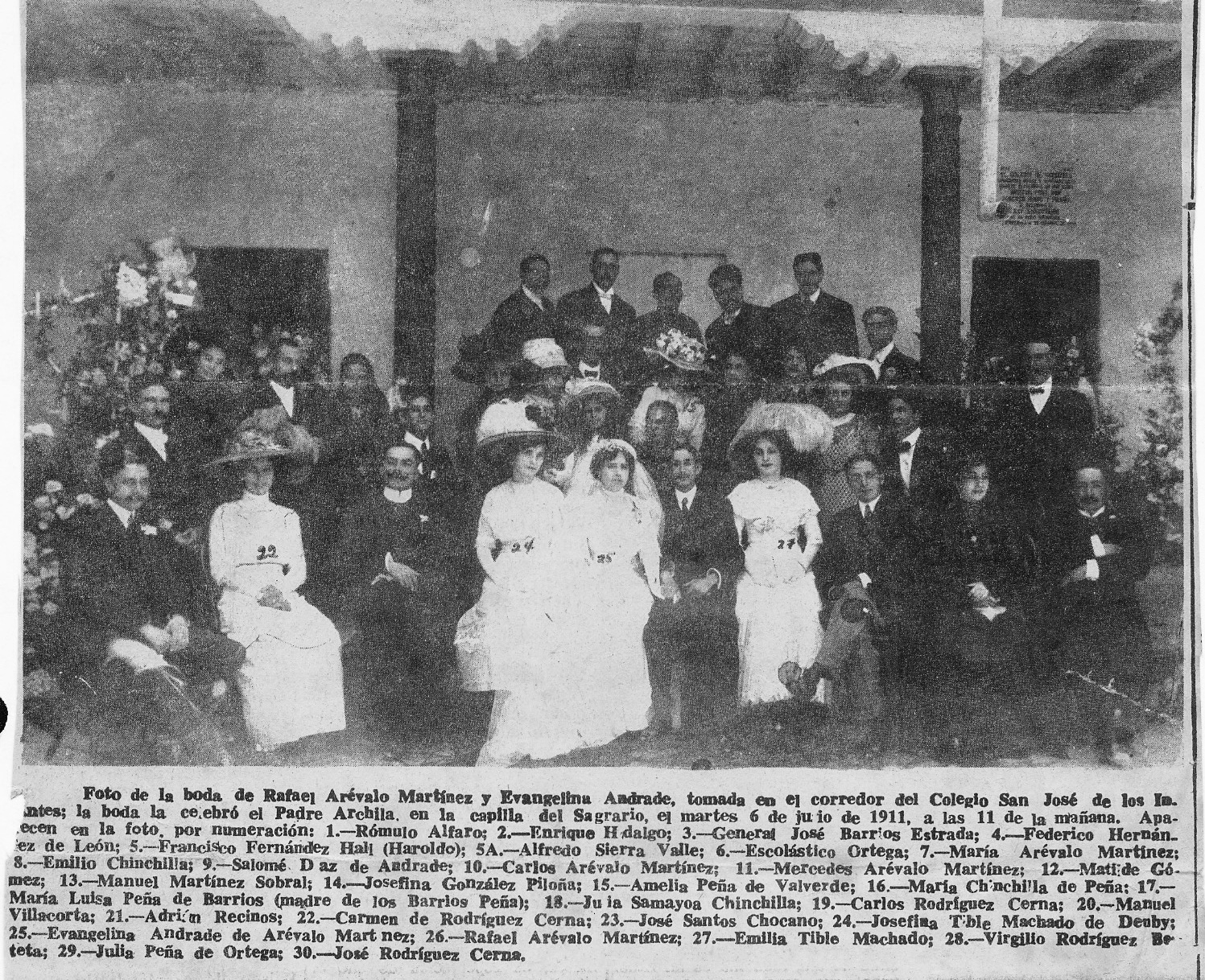
Arévalo Martínez, su esposa Evangelina Andrade y los invitados a su matrimonio el 6 de julio de 1911. Entre los invitados estaban: Federico Hernández de León, José Santos Chocano, Adrián Recinos, Virgilio Rodríguez Beteta y Josefina Tible Machado -prima del escritor Enrique Gómez Carrillo.

El escritor nació en la ciudad de Guatemala en 1884. Era un niño tímido, enfermizo y endeble, pero con talento. Estudió en los colegios «Nia Chon» y «San José de los Infantes», pero no logró terminar ni siquiera el bachillerato debido a problemas de salud.
Formó parte de un grupo de artistas, literatos y poetas (Carlos Mérida, Rafael Rodríguez Padilla, Rafael Yela Günther, Carlos Valenti, Carlos Wyld Ospina y los hermanos De la Riva), que laboraron en gran cohesión junto a Jaime Sabartés, catalán que llegó a Guatemala en 1906 desde Barcelona, donde compartiera una estrecha amistad con Pablo Picasso; a estos artistas se les conocía como la «generación del 10». Arévalo Martínez y los miembros de la generación del 10 desempeñaron un papel crucial en la literatura del siglo xx de Centroamérica ya que guiaron la literatura de Guatemala fuera del Modernismo y la enfocaron hacia las nuevas tendencias contemporáneas. Más tarde Arévalo Martínez trazó su propia senda, pero son muchos los escritores guatemaltecos que le agradecen sus consejos como maestro de gramática.
Arévalo Martínez cultivó la narrativa y la poesía. Sus primeros pasos públicos en la literatura los dio en 1905: en ese año apareció publicado en un diario su primer poema y en 1908 presentó Mujer y niños al concurso de cuentos de la revista Electra, que obtuvo el primer premio. En 1911, junto a Jaime Sabartés decidieron alquilar con sus esposas una casa con el objeto de ahorro de ambas familias. Con Francisco Fernández Hall en 1913 fundó y dirigió la revista Juan Chapín, órgano principal de la «generación de 1910», llamada también «generación del Cometa» -por el paso del Cometa Halley ese año. Escribió en periódicos y revistas tanto nacionales como extranjeros; en 1916, Arévalo Martínez residió un tiempo en Tegucigalpa como jefe de redacción de El Nuevo Tiempo, pero pronto regresó a su patria, donde en 1918 fue nombrado secretario general de la Oficina Centroamericana, en la que había laborado desde 1915 en la revista que editaba esa institución. En 1921 fue elegido miembro correspondiente de la Real Academia Española y el 15 de septiembre de 1922, junto con Alejandro Córdova, Carlos Wyld Ospina y Porfirio Barba Jacob fundaron el periódico El Imparcial. Fue colaborador de El Imparcial, Diario de Guatemala, redactor en jefe de La República y Nuestro Diario y dirigió la revista Centro América.
Fue presidente del Ateneo Guatemalteco, director de la Biblioteca Nacional de Guatemala durante dieciocho años, hasta que en 1945 fue nombrado delegado de su país en la Unión Panamericana -llamada Organización de Estados Americanos luego de la Segunda Guerra Mundial- y de la Biblioteca Mexicana en Guatemala. Llegó a ser miembro de número de la Academia Guatemalteca de la Lengua.
Se considera como su obra cumbre a «El hombre que parecía un caballo y otros cuentos», que versaba sobre un personaje aparentemente homosexual y que varios críticos consideraron que estaba basado en el poeta colombiano Porfirio Barba Jacob, quien residía en Guatemala y era amigo de Arévalo Martínez en esa época.

## Actividad política

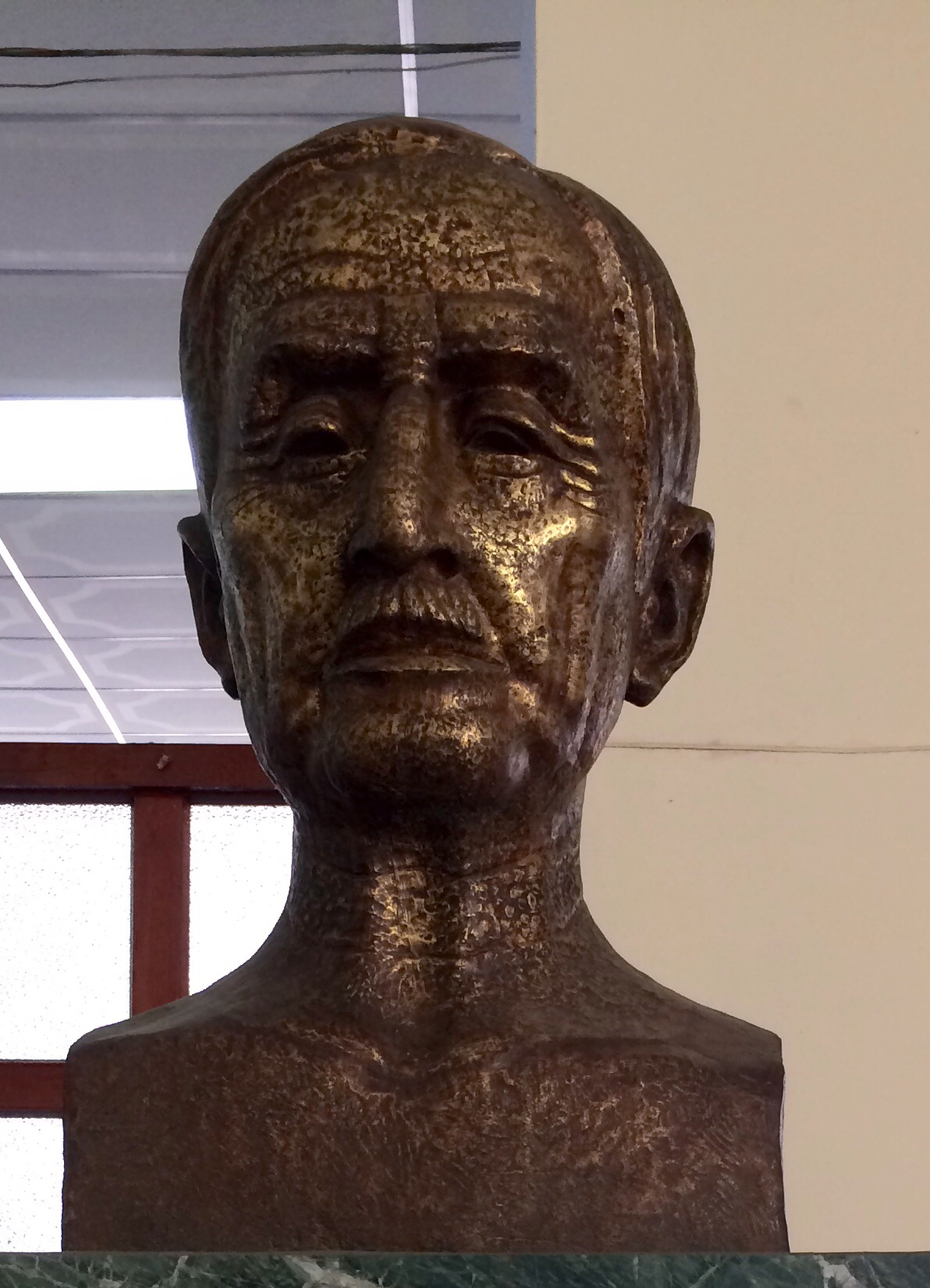
Busto del escritor Arévalo Martínez, que se encuentra en la Biblioteca Nacional de Guatemala.

Arévalo Martínez tuvo un papel contradictorio cuando trató con los dictadores liberales Manuel Estrada Cabrera y Jorge Ubico; en 1917, pronunció el discurso inaugural de las Fiestas Minervalias -conocido evento educativo que organizaba el gobierno del licenciado Estrada Cabrera para adular al presidente- y en el que llamó al presidente «un gran hombre patrio». Por otra parte, con ocasión de celebrarse el cumpleaños del presidente Ubico el 10 de noviembre, dice de este: «Una de las pocas fechas en que un pueblo ha podido celebrar dignamente el cumpleaños de su Mandatario es ésta del diez de noviembre en Guatemala. La actuación del Presidente Ubico es ostensible. Con fuerte vocación de estadista vivió y vive para Guatemala, a la que ama. Sólo así se explica su fructuosa labor en todo orden de cosas».
Pero luego del derrocamiento del general Ubico el 1 de julio de 1944 y pasadas las tribulaciones de la Revolución de octubre de 1944, criticó duramente los años del gobierno del licenciado Manuel Estrada Cabrera y los del general Jorge Ubico, en los libros ¡Ecce Pericles! (1945) y Ubico respectivamente; es más, también fue autor del cuento Las fieras del trópico, cuyo personaje principal, José Vargas, representa la figura de Jorge Ubico, cuando este era Jefe Político de Retalhuleu durante el gobierno de Estrada Cabrera.
Curiosamente, en los libros biográficos donde critica a ambos dictadores, también hace serios señalamientos a los autores que los lisonjeaban, como Enrique Gómez Carrillo, Máximo Soto Hall y José Santos Chocano, pero cuidándose muy bien de mencionar sus propios escritos aduladores.

## Premios
Entre los reconocimientos que obtuvo destacan las condecoraciones con la Orden del Quetzal de Guatemala y la Gran Cruz de la Orden de la Independencia Cultural Rubén Darío (Nicaragua).

## Obras

### Narrativa

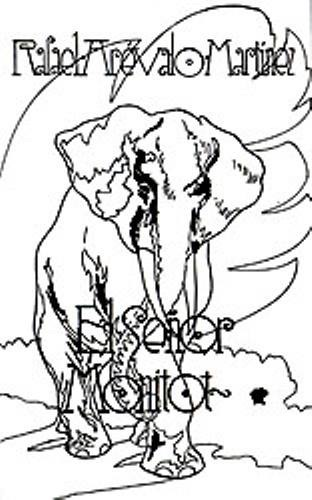
Portada de la edición de Señor Monitot en 1922.

Arévalo Martínez es una de las figuras más importantes en esta renovación, porque aportó a la narrativa hispanoamericana técnicas, temas y corrientes esenciales en el desarrollo de la literatura contemporánea en Hispanoamérica.
- Una vida, 1914: este libro es una autobiografía. Un librillo que apenas cabe en la palma de una mano en el que Arévalo Martínez cuenta los tormentos que sufren algunos niños con simplemente verse obligados a ir a la escuela. Comienza el libro con el primer día de clases, una experiencia traumatizante para el autor debido a su naturaleza enfermiza y endeble.[10]

| El primero en reconocer la identidad del señor de Aretal, y en popularizar la interpretación de la relación homosexual, fue Porfirio Barba-Jacob (Ricardo Arenales), en quien se basó Arévalo Martínez para escribir la obra. Por lo visto, el poeta colombiano supo que él era el protagonista aún antes que el propio autor, ya que, según Teresa Arévalo, al componer el cuento su padre, «no se dio cuenta de que su personaje principal era la pintura de Ricardo Arenales». La misma autora relata más adelante cómo le fue hecha la revelación: al leer su padre la obrita al amigo, «Arenales sufrió una inmensa conmoción. Se levantó de su asiento como presa de una crisis nerviosa. Se paseó por la alcoba y mientras tanto le hizo (a Arévalo Martínez) la brutal confesión de todos sus vicios» explicándole al mismo tiempo que la obra no se podría publicar nunca porque el hacerlo, lo «llenaría de ignominia». —Tomado de: Salgado, María (1974). La narrativa de Rafael Arévalo Martínez: el autor frente a su obra. p. 778.. |

- El hombre que parecía un caballo y otros cuentos, 1915:[12] es obra maestra. Este genial cuento fue celebrado en ciertos sectores críticos por su gran originalidad desde el momento mismo de su publicación. Por falta de un término más adecuado se le llamó cuento «psicozoológico». Ha sido reconocido como una obra maestra, un precursor de la literatura del absurdo, y como tal continúa siendo objeto de detallados estudios.[13] Lo que más ha llamado la atención de la crítica en «El hombre que parecía un caballo» ha sido el brillante desdoblamiento de la personalidad del protagonista, el señor de Aretal. Hay dos interpretaciones sobre el significado de esta dualidad. Un grupo ve en el señor de Aretal a un personaje bajo el que se oculta el poeta colombiano Porfirio Barba-Jacob, y cuyo extraño comportamiento en la narración, apunta hacia una posible relación homosexual en la vida real, entre el narrador (el autor) y el protagonista. Para el otro grupo, sin embargo, se trata de un caso del desdoblamiento de la personalidad del narrador, identificado con el autor; esta interpretación apunta hacia los dos niveles del ser humano: su animalidad y su espiritualidad.[11]
- El trovador colombiano, 1920
- El señor Monitot, 1922: libro de cuentos. Comienza con el cuento del mismo nombre que el título del libro. Continúa con veintidós cuentos más, entre los cuales se encuentran algunos muy elogiados por los críticos. Ninguno es muy largo y varios son de una calidad extraordinaria.[14]
- La oficina de paz de Orolandia, 1925
- La signatura de la Esfinge (1933): en esta obra se encuentra un poema llamado «Carta casi Lírica a Rafael Arévalo Martínez redactado por la poetisa Gabriela Mistral, ganadora del Premio Nóbel de Literatura, a quien el autor dedica el libro. Continúa el libro con una narrativa del mismo nombre que el título del libro. Termina con un cuento llamado «El Hechizado», que causó gran sensación entre los escritores contemporáneos.
- El mundo de los maharachías», 1938
- Viaje a Ipanda, 1939
- Manuel Aldano, 1914 (teatro)
- ¡Ecce Pericles! -biografía del dictador Manuel Estrada Cabrera-, 1945[c][8]
- Nietzsche el Conquistador: la doctrina que engendró la Segunda Guerra Mundial (1943)

### Poesía
- Maya, 1911
- Los Atormentados, 1914[15] En esta obra dedicó poemas a José Santos Chocano, Máximo Soto Hall y José Joaquín Palma, entre otros.[16]. El poema dedicado a Palma dice así:

| «Cantó cisnes, cantó rosas; lo ciñeron las hermosas de una rama de laurel. Hizo cánticos extraños; y después aquel poeta que se muere a los veinte años murió en él. Ya es anciano; ya es anciano cuando empieza a destruir los áureos velos en su vida la razón y esa nieve que ha diez años le cubría la cabeza le ha bajado al corazón. ¿De poeta, niño y loco quién no tiene un poco, un poco...? Pero él fué más niño, fué más loco y jugó toda su vida con un gajo de laurel. Hizo cánticos extraños; y poeta que se muere a los veinte años, que se muere a los veinte años en los hombres, por su mal aunque a tristes desengaños tuvo acaso una agonía, aunque acaso agonizaba cada día, cada día, siempre al otro renacía más vital. | ¡Oh maestro! ¿cuántas veces no punzó tu mano el estro? Y hoy anciano ¿se ha acaso para siempre desprendido de tu mano? ¿no te pasa lo que a mí que en mi lecho, enfermo, inerte, cuando todas las mañanas sonó el paso de la muerte más poeta me sentí? ¡Oh Maestro! ¿qué destino ha sido el nuestro? ¡Oh maestro de los cánticos extraños! El poeta que se muere a los veinte años ¿por qué no de los tristes desengaños, con los sueños juveniles, los primeros veinte abriles, en nosotros pereció?» II «Lentamente en su vida todo verse se pierde. En el árbol la hoja ya no es verde o no existe; la esperanza, que es verde, ya se ha ido de él; más aún por sus ojos de un ideal azul triste, con perdidos matices, pasa a ratos el verde y es que vívido en ellos se refleja el laurel.» |

- Las rosas de Engaddi, 1927: esta obra define la personalidad individualista de Arévalo Martínez en el mundo poético. Sus dos poemarios anteriores Maya y Los Atormentados son influencias del modernismo, pero ya en esta obra el autor emprende una nueva trayectoria; algunos críticos le consideran el principio en su segunda etapa literaria. Este poemario consiste de cincuenta poesías separadas en cuatro secciones llamadas libros. En muchas de las poesías de los cuatro libros se nota el misticismo que Arévalo Martínez continuaría desarrollando en el resto de sus obras.[8]
  - Primer Libro: es el cariño y amor a la familia el que predomina en la inspiración. Los hijos y la esposa, o compañera, son el tema principal.
  - Segundo Libro: consiste en un testimonio de fe del autor. Es la doctrina católica la que se advierte, ya elevada a un alto plano espiritual. Son varias las oraciones y le dedica una poesía a Jesús y otra a San Francisco de Asís.[17]
  - Tercer Libro: prevalecen en este libro la tolerancia al padecimiento y el consuelo de la muerte.
  - Cuarto Libro: la creación se sostiene en una variedad más extensa de estímulos con cierto acento en el poeta observándose a sí mismo.

| «San Francisco de Asís, el divino San Francisco de Asís, su camino caminaba con paso seguro. San Francisco sentía que el muro también tiene un espíritu obscuro. Y al pasar por la calle vacía de los pobres hermanos menores. se apretaba a la piedra sombría y cantaba su canto de amores.» | «Y adelante y al lado y en pos distendía su espíritu Dios. Y pisaba a su madre la tierra y pedía perdones al cielo, cuando vio algo sagrado: una perra que lamía a un gentil pequeñuelo. Y sintió los extraños temblores que solía sentir, interiores. ¡Oh divinos hermanos menores!» |

- Los duques de Endor, 1940: drama en verso. La obra tiene tres actos con varias escenas y se desarrolla en la corte de Jorge VI de Inglaterra. Años más tarde Arévalo Martínez usó este mismo género en El Hijo Pródigo con técnicas más avanzadas.[8]
- Por un caminito así, 1947
- El hijo pródigo, 1958
- Entrégate por Entero

### Obras de Arévalo Martínez
- Arévalo Martínez, Rafael (1914). Los atormentados. Guatemala: Unión Tipográfica.
- — (1920). El hombre que parecía un caballo. Guatemala: Imprenta Electra/Ediciones Ayestas.
- — (1945). ¡Ecce Pericles!. Guatemala: Tipografía Nacional.
- — (1922). El señor Monitot. Guatemala: Sánchez y De Guise. Consultado el 8 de octubre de 2014.
- — (1933). «La signatura de la esfinge». Damisela. Consultado el 8 de octubre de 2014.
- — (1927). «Las rosas de Engaddi». Damisela. Consultado el 8 de octubre de 2014.
- — (1940). «Los duques de Endor». Damisela. Consultado el 8 de octubre de 2014.

- Datos: Q1151979
- Multimedia: Rafael Arévalo Martínez / Q1151979